# Lucius Æmilius Paullus (consul en -219)
Pour les articles homonymes, voir Aemilius Paullus et Paul Émile.
Ne pas confondre avec Lucius Æmilius Paullus Macedonicus, dit Paul Émile le Macédonien, son fils.
Lucius Aemilius Paullus est un général et homme d'État romain, deux fois consul en 219 et 216 av. J.-C., année où il périt lors du désastre de Cannes qui voit la victoire des Carthaginois d'Hannibal en Apulie.

## Famille
Il est membre des Aemilii Paulli, branche de la gens patricienne Aemilia. Il est le fils de Marcus Aemilius Paullus, consul en 255 av. J.-C. Son nom complet est Marcus Aemilius M.f. M.n. Paullus. Il est le père de Lucius Aemilius Paullus Macedonicus, dit « Paul-Émile le Macédonique », et d'Aemilia Tertia, épouse de Scipion l'Africain.

## Biographie

### Premier consulat (219)
Il est consul une première fois en 219 av. J.-C. avec Marcus Livius Salinator,. Avec son collègue, il défait Démétrios de Pharos durant la deuxième guerre illyrienne, forçant ce dernier à se réfugier chez Philippe V de Macédoine. Les deux consuls rentrent à Rome et célèbrent un triomphe.
Durant leur consulat, deux ambassadeurs, Quintus Baebius Tamphilus et Publius Valerius Flaccus, sont envoyés à Sagonte en Hispanie pour rencontrer Hannibal Barca et tenter de le convaincre de mettre un terme au siège de Sagonte, quelque temps seulement avant que la ville ne tombe avant l'hiver 219-218 av. J.-C..

### Légat (218)
Lucius Aemilius a pu faire partie de l'ambassade composée d'hommes qualifiés de maiores natu par Tite-Live et envoyée en 218 av. J.-C. à Carthage pour présenter un ultimatum au Sénat carthaginois après l'échec de la première ambassade envoyée auprès d'Hannibal l'année précédente. Les Carthaginois rejettent les conditions romaines, ce refus et le siège de Sagonte constituent alors les deux évènements déclencheurs de la deuxième guerre punique.

### Deuxième consulat (216)
Durant la deuxième guerre punique, ce patricien est élu consul pour l'année 216 av. J.-C. avec le plébéien Caius Terentius Varro. Tous deux sont partisans de la reprise de l'offensive contre Hannibal et donc de l'abandon de la politique de temporisation de Quintus Fabius Maximus Verrucosus. Malgré les conseils de Lucius Aemilius, qui aurait préféré livrer une bataille en montagne plutôt qu'en plaine, Caius Terentius affronte Hannibal à Cannes (2 août 216). La confrontation se conclut par une défaite désastreuse pour les Romains, qui perdent 46 000 soldats. Le consul Lucius Aemilius lui-même y trouve la mort.

## Postérité
Lucius Aemilius Paullus est le père de Lucius Æmilius Paullus Macedonicus (« Paul-Émile le Macédonique », ou traditionnellement « Paul-Émile » tout court), vainqueur à la bataille de Pydna (168), à qui Plutarque consacra une de ses Vies parallèles.